# Hermann Neuberger

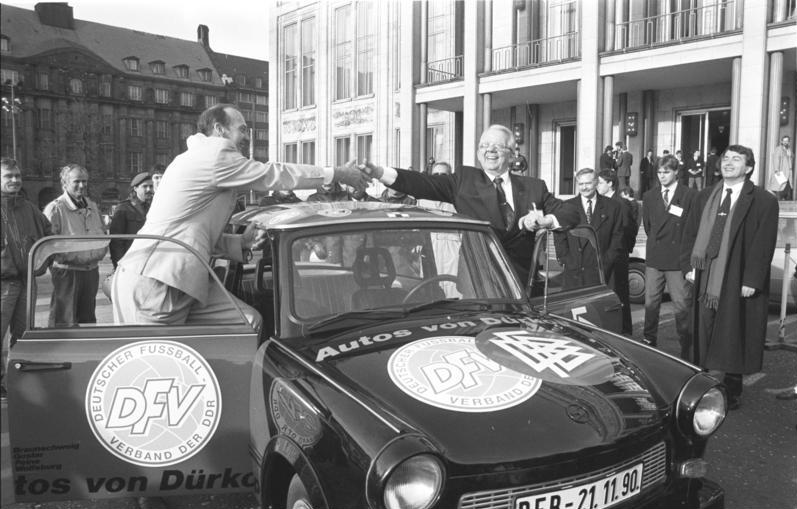
November 1990: Hans-Georg Moldenhauer, Präsident des Nordostdeutschen Fußballverbandes (NOFV), überreicht Neuberger einen Trabant als Geschenk zum Eintritt in den Deutschen Fußball-Bund (DFB)

Hermann Neuberger (* 12. Dezember 1919 in Völklingen-Fenne; † 27. September 1992 in Homburg) war von 1975 bis 1992 der siebte Präsident des Deutschen Fußball-Bundes (DFB). Er galt im deutschen Sport als „eine der bedeutendsten und mächtigsten Persönlichkeiten der Nachkriegsgeschichte“.

## Werdegang
Neuberger, Sohn eines Lehrerehepaares, wuchs im Saarbrücker Arbeiterviertel Malstatt auf und besuchte das Internat der Lenderschule Sasbach bis zum Abitur 1938, kam danach als Wehrpflichtiger zur Wehrmacht und nahm am Zweiten Weltkrieg in Afrika und Italien teil, zuletzt als Hauptmann beim Generalstab der Wehrmacht in Rom. Nach der Rückkehr aus britischer Kriegsgefangenschaft im November 1945 arbeitete Neuberger, der eigentlich vorgehabt hatte, Theaterwissenschaft zu studieren, von 1946 an als Redakteur beim Saarbrücker Sport-Echo und von 1951 an in der Werbeabteilung der Karlsberg-Brauerei in Homburg. 1955 übernahm er die Geschäftsführung der Saarland-Sporttoto GmbH. Von 1961 bis 1984 war er deren Direktor. Von 1976 bis 1984 leitete er auch deren Tochtergesellschaft, die Saarland Spielbank GmbH. Er war ab 1975 des Weiteren Vorsitzender der Intertoto, der internationalen Interessengemeinschaft von 40 Toto-Gesellschaften.
Auf dem DFB-Bundestag am 25. Oktober 1975 in Hamburg wurde er zum Präsidenten des größten deutschen Sportverbandes gewählt. Doch schon vor seiner Zeit als DFB-Präsident hatte er sich als Sportfunktionär betätigt. So war er zur Zeit des unabhängigen Saarlandes Präsident des Saarländischen Fußball-Bundes und einer der Väter der Fußball-Bundesliga. Er war danach Chef-Organisator der Fußball-Weltmeisterschaft 1974 in der Bundesrepublik Deutschland. 1974 wurde er zum Vize-Präsidenten des Weltfußballverbandes FIFA gewählt und später auch als Organisationschef der Weltmeisterschaften von 1978 bis 1990 eingesetzt. Das Amt des FIFA-Vize und des DFB-Präsidenten hatte er bis zu seinem Tod inne.
In seine Amtszeit fielen der Gewinn der Europameisterschaft 1980, die Vizeweltmeisterschaften in den Jahren 1982 und 1986 sowie der Weltmeistertitel 1990 in Italien. Die Bundestrainer während seiner Amtszeit waren Helmut Schön (1964–1978), Jupp Derwall (1978–1984), Franz Beckenbauer (Teamchef 1984–1990) und Berti Vogts (1990–1998).

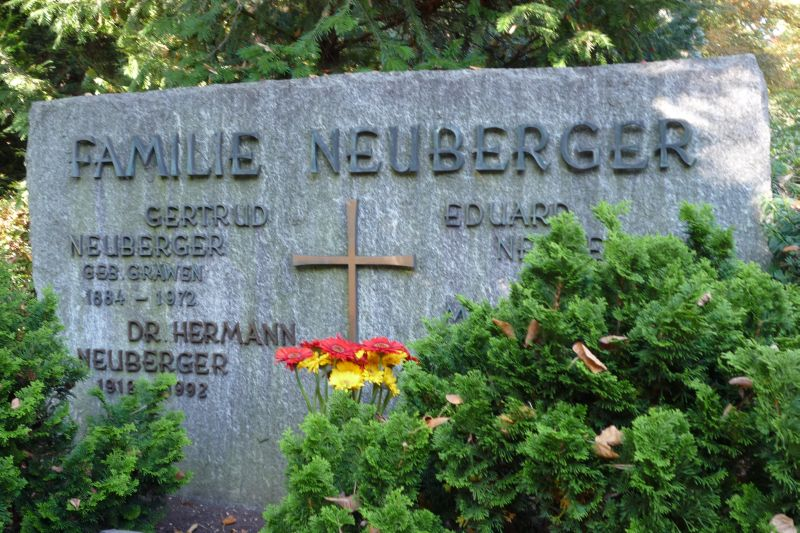
Sein Grab auf dem Burbacher Waldfriedhof

Hermann Neuberger starb am 27. September 1992 in der Universitätsklinik Homburg an den Folgen einer Krebserkrankung.

## Kritik
Im Kontext der Fußballweltmeisterschaft 1978 in Argentinien zog Neuberger Kritik auf sich wegen seiner positiven Beziehungen zur argentinischen Militärjunta und seinem Verhalten im Fall der deutschen Studentin Elisabeth Käsemann, die am 24. Mai 1977 nach mehrmonatiger Folterhaft von der Junta ermordet wurde. Weder setzte sich Neuberger im Vorfeld für die Freilassung Käsemanns ein, noch sagte er das für den 5. Juni 1977 geplante Freundschaftsspiel zwischen Deutschland und Argentinien ab, nachdem er einen Tag zuvor vom damaligen Deutschen Botschafter in Argentinien, Jörg Kastl, über die Ermordung Käsemanns unterrichtet wurde. Sowohl die Spieler als auch die deutsche Öffentlichkeit wurden erst einen Tag nach dem Spiel, am 6. Juni 1977, über den Tod Elisabeth Käsemanns informiert. Für seinen 2014 erschienenen Dokumentarfilm „Das Mädchen – Was geschah mit Elisabeth K.?“ führte der Filmemacher Eric Friedler zahlreiche Interviews mit damaligen Spielern, Funktionären und Politikern, aus denen hervorgeht, dass eine Rettung von Elisabeth Käsemann durch ein Intervenieren Neubergers und des DFB sehr wahrscheinlich möglich gewesen wäre.
Kritisiert wurde Neuberger auch, als er 1978 den Besuch des ehemaligen Fliegeroffiziers und nationalsozialistischen Propagandisten Hans-Ulrich Rudel im Trainingsquartier der deutschen Nationalmannschaft in Ascochinga während der Fußball-Weltmeisterschaft 1978 in Argentinien zu Zeiten der Militärdiktatur mit den Worten verteidigte, eine Kritik an Rudels Erscheinen komme „einer Beleidigung aller deutschen Soldaten gleich“. Unterstützung kam dagegen von Seiten der rechtsextremen Presse wie der Deutschen Nationalzeitung. Die Spieler des Finalteilnehmers und Vizeweltmeisters Niederlande wurden von Neuberger gerügt, da sie dem argentinischen Diktator Videla und den Mitgliedern der Militärjunta den Handschlag verweigerten. Dieses Verhalten hatte Neuberger den deutschen Spielern bereits zuvor für den Fall der Finalteilnahme untersagt.
Neuberger wurde ebenfalls vorgeworfen, bei der Bewerbung um die EM 1988 schnell auf West-Berlin als Spielstätte verzichtet zu haben, um Unterstützung in Osteuropa zu erhalten. Diese Entscheidung beschäftigte die BRD damals auf höchster politischer Ebene.

## Ehrungen
Neuberger wurde am 25. April 1977 mit dem Saarländischen Verdienstorden ausgezeichnet. Die Zentrale des DFB in Frankfurt am Main – das Hermann-Neuberger-Haus ist heute nach ihm benannt. Die Hermann-Neuberger-Sportschule in Saarbrücken wurde 2024 in "Sportcampus Saar" umbenannt. Seine Geburtsstadt Völklingen hat ihre Sporthalle, ihr Stadion und eine Gemeinschaftsschule nach ihm benannt und ihm ein Denkmal gesetzt.

## Hermann-Neuberger-Preis
Der Landessportverband für das Saarland vergibt seit 1995 jährlich den Hermann-Neuberger-Preis an Vereine, die sich besonders um Talentsichtung, Talentförderung und Leistungssport-Entwicklung im Saarland verdient gemacht haben:
- 2012 – SV 64 Zweibrücken (Handball)[12]
- 2011 – Saarländischer Turnerbund (STB)[11]
- 2009 – Saarländische Triathlon Union[11]